# Doering-LaFlamme-Allensynthese
Bei der Doering-LaFlamme-Allensynthese handelt es sich um eine Namensreaktion aus der organischen Chemie. Die Reaktion ist nach dem US-amerikanischen Chemiker W. von E. Doering und P. M. LaFlamme benannt und wurde 1958 publiziert. Sie ermöglicht die Synthese von Allenen aus Olefinen in zwei Schritten.

## Übersichtsreaktion
Im ersten Schritt wird dabei ein Trihalogenmethan über eine reaktive Carben-Zwischenstufe an das Olefin addiert. Im zweiten Schritt wird mittels eines Metalls bzw. einer Metallverbindung das Allen synthetisiert.

## Reaktionsmechanismus
Der nachfolgende Mechanismus wird in der Literatur beschrieben.
Aus Tribrommethan (1) wird zunächst durch Deprotonierung mit einer starken Base ein instabiles Carbanion 2 gebildet. Durch Eliminierung eines Bromid-Ions kommt es nachfolgend zu Bildung des reaktiven Dibromcarbens 3:
Das Dibromcarben 3 lagert sich anschließend an die Doppelbindung des Olefins 4 an, sodass es zur Bildung des Dibromcyclopropan 5 kommt. Über einen Metall-Halogen-Austausch, z. B. mit einem Lithiumorganyl, kommt es schließlich durch Skattebøl-Umlagerung zur Ausbildung des Allens 6.

## Weiterführende Literatur
- Efthimios Chinoporos: Carbenes. Reactive Intermediates Containing Divalent Carbon. In: Chem. Rev. 63, 1963, S. 235–255, doi:10.1021/cr60223a002.
- Christian E. Janßen und Norbert Krause: Studies on the Synthesis of Macrocyclic Allenes by Ring Closing Metathesis and Doering–Moore–Skattebøl Reaction. In: Eur. J. Org. Chem. 2005, S. 2322–2329, doi:10.1002/ejoc.200500096.
- Kay M. Brummond und Jolie E. DeForrest: Synthesizing Allenes Today (1982-2006). In: Synthesis. 2007, S. 795–818, doi:10.1055/s-2007-965963.